# Guerra del foraggio
La guerra del foraggio fu una campagna partigiana composta da numerose schermaglie che ebbero luogo nel New Jersey, durante la guerra d'indipendenza americana, tra il gennaio e il marzo 1777, dopo le battaglie di Trenton e di Princeton. Dopo queste ultime, sia i britannici che l'Esercito continentale si acquartierarono per attendere la fine dell'inverno. In questo periodo di pausa dai combattimenti, le compagnie miliziane dal New Jersey e dalla Pennsylvania e di soldati regolari americani furono occupate in diverse operazioni di spionaggio, rubando inoltre alle truppe britanniche e assiane più rifornimenti possibili.
I britannici necessitavano di provvigioni, in particolare del foraggio per i loro cavalli. Di conseguenza, il generale americano George Washington ordinò una rimozione sistematica di tali rifornimenti da tutte le zone facilmente accessibili al nemico, anche di quelle già in loro possesso. Mentre molte di queste operazioni videro coinvolti pochi uomini, in alcuni casi le missioni furono abbastanza elaborate, arrivando ad impiegare anche più di 1 000 uomini. Le operazioni ebbero un elevato successo, tanto che, contando anche le vittime delle battaglie di Trenton e Princeton, i britannici subirono più perdite in questa fase della guerra che in tutta la campagna di New York e del New Jersey.

## Gli antefatti
Nell'agosto 1777 i britannici cominciarono una campagna militare per prendere il controllo sulla città di New York, difesa dall'Esercito continentale di George Washington. Nei due mesi successivi, il generale William Howe conquistò la città, obbligando gli americani a ripiegare in New Jersey. Washington si ritirò oltre il fiume Delaware, in Pennsylvania, portando con sé tutte le barche presenti per chilometri in tutte le direzioni, cosicché i britannici non poterono inseguirlo. Howe quindi ordinò al suo esercito di acquartierarsi per l'inverno, organizzando una catena di avamposti lungo tutto il New Jersey, dal fiume Hudson attraverso New Brunswick fino a Trenton e Bordentown. L'occupazione del New Jersey da parte anglo-tedesca causò dei contrasti con la popolazione locale, che spinsero diversi simpatizzanti per la rivoluzione ad arruolarsi nell'esercito di Washington. A metà dicembre, le compagnie miliziane e le pattuglie britanniche si scontrarono diverse volte, come nell'imboscata di Geary, nella quale un comandante dei dragoni rimase ucciso e che accrebbe il timore negli accampamenti britannici e tedeschi.
Nella notte tra il 25 e il 26 dicembre 1776, Washington attraversò il Delaware e attacco l'avamposto di Trenton il mattino seguente. Nelle due settimane successive, vinse altre due battaglie, quella del torrente Assunpink e di Princeton, obbligando i britannici a ritirarsi a nord del New Jersey.

## La disposizione degli eserciti

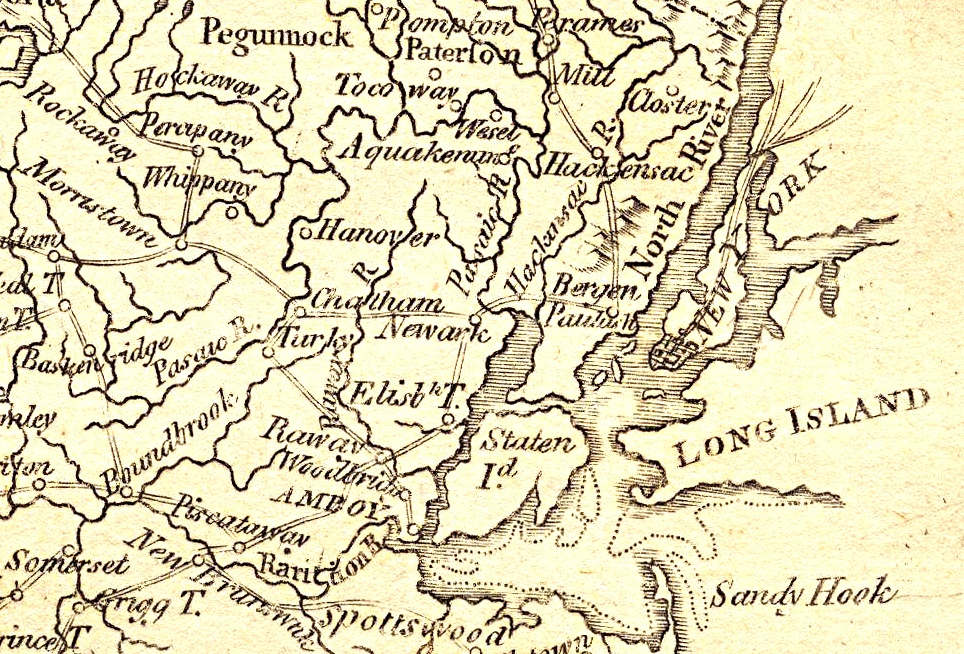
Mappa del 1806 in cui si possono vedere dove ebbero luogo molte delle schermaglie

Il generale Washington stabilì il suo quartier generale a Morristown. Organizzò inoltre degli avamposti a est e sud delle vicine montagne che lo separavano dall'Oceano atlantico, non solo per difendersi dalle possibili incursioni britanniche ma anche come punto di lancio dei vari raid per impossessarsi dei rifornimenti. Nel corso di gennaio e di febbraio, l'Esercito continentale di Washington si ridusse a circa 2 500 soldati regolari, nonostante gli incentivi che il generale aveva garantito agli uomini che avessero deciso di prolungare il servizio di leva. Questi soldati furono rimpiazzati dai miliziani provenienti dal New Jersey, dai territori dell'odierno Stato di New York e dalla Pennsylvania e che ebbero un ruolo fondamentale durante tutto l'inverno.
L'esercito britannico venne inizialmente dispiegato nei vari avamposti, da Hackensack, a nord, fino a New Brunswick. In tutto, le guarnigioni contavano circa 10 000 uomini, concentrati fra New Brunswick e Perth Amboy, con un contingente di discrete dimensioni più a nord, da Elizabethtown a Paulus Hook, vicino a Jersey City. I miliziani costrinsero in gennaio il generale britannico Cornwallis a ritirarsi, con la maggior parte delle truppe settentrionali, fino alla sponda dell'Hudson. L'eccessiva concentrazione di truppe rispetto al numero di edifici abbandonati dai residenti, obbligò alcuni soldati a vivere nelle imbarcazioni ancorate nei pressi dell'abitato; questa difficile situazione portò all'aumento di malattie per tutta la stagione invernale e ad un calo del morale. L'area era stata pesantemente saccheggiata durante la ritirata americana perciò scarseggiavano anche le provvigioni locali. Gli uomini vivevano principalmente di razioni come maiale salato ma i loro animali necessitavano di foraggio fresco e per questo motivo i soldati organizzarono delle spedizioni per impadronirsi del foraggio del nemico.

## Le tattiche
Ad inizio inverno, Washington inviò dei distaccamenti delle sue truppe per prelevare sistematicamente ogni provvigione rimasta che fosse facilmente accessibile ai britannici. Il generale Cornwallis fece lo stesso in gennaio e i suoi uomini incontrarono, in alcuni casi, unità di miliziani, talvolta supportati dall'Esercito continentale, e subendo occasionalmente delle perdite. In uno dei primi scontri, il generale americano Philemon Dickinson con 450 miliziani sconfisse un gruppo britannico in spedizione per impossessarsi di alcuni rifornimenti il 20 gennaio, nella battaglia di Millstone. Washington diede ai suoi comandanti varie indicazioni su come agire, ordinando in particolare che facessero una costante pressione sul nemico e che usassero delle tattiche aggressive. Questi primi successi, dipesero in parte da un efficiente servizio di intelligence. Anche dei convogli provenienti da fuori New Jersey, portavano i rifornimenti alla guarnigione principale a New Brunswick e pure questi non furono immuni dagli attacchi americani. Le loro difficoltà obbligarono i comandanti britannici a cambiare tattiche, tentando di far cadere i miliziani in trappole, impiegando diversi soldati nelle manovre.
Neppure queste furono completamente soddisfacenti, poiché i miliziani e alcuni comandanti dell'Esercito continentale, come il generale William Maxwell, usavano la loro conoscenza del territorio per organizzare imboscate ancora più elaborate. In uno scontro di fine febbraio, il colonnello britannico Charles Mawhood, pensando di aver affiancato un'unità miliziana, scoprì di essere stato a sua volta affiancato da un'unità nemica di dimensioni maggiori. Respinti verso Amboy, durante la ritirata i britannici furono attaccati da un altro gruppo americano, subendo in totale un centinaio di vittime. I granatieri d'élite del 42º Reggimento di Fanti, parte dell'avanguardia di Mawhood, furono duramente colpiti nello scontro. Una forza britannica di 2 000 uomini venne respinta da Maxwell in un altro attacco ben organizzato, qualche settimana dopo.
A pagare per le tensioni in corso furono ancora i britannici. Johann Ewald, capitano di una compagnia di jäger tedeschi, che era spesso sul fronte, osservò che "gli uomini devono stare vestiti giorno e notte... i cavalli costantemente sellati" e che "l'esercito sarebbe stato gradualmente distrutto da questo foraggiamento". Alcuni rifornimenti giunsero da New York ma non furono mai a sufficienza per le esigenze dell'esercito britannico. Di conseguenza, i britannici furono costretti a far giungere molti rifornimenti dall'Europa, con un grande costo e rischio per la Royal Navy.

## Le principali azioni

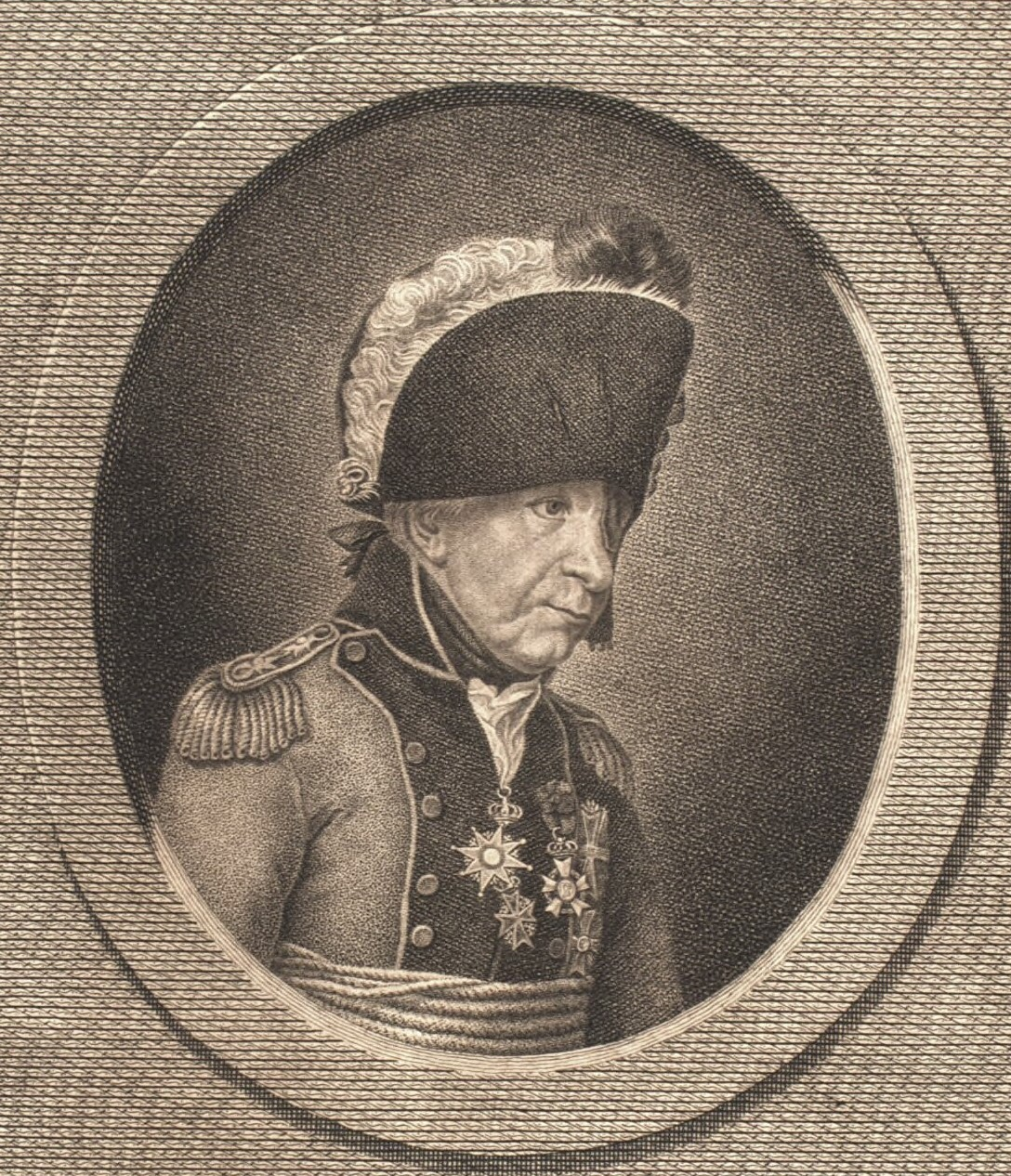
Il capitano assiano Johann Ewald

### Elizabethtown
Un reggimento di fanteria tedesca, alcune compagnie del 71º Reggimento di Fanti e alcuni dragoni leggeri britannici erano acquartierati presso l'allora Elizabethtown. Il 5 gennaio 1777, una pattuglia della cavalleria cadde in un'imboscata miliziana vicino all'abitato, durante il quale un cavallerizzo rimase ucciso e un secondo venne ferito. Il giorno seguente, circa 50 fanti tedeschi uscirono dal paese con una piccola unità di cavalleria come supporto, con il compito di eliminare la presenza nemica nelle vicinanze. Guidata dal capitano George von Haacke, questa pattuglia venne attaccata vicino a Springfield dai miliziani. Nel frattempo, i soldati rimasti ad Elizabethtown udirono i suoni dello scontro in corso e poche ore dopo videro tornare alcuni dei cavalieri, senza la fanteria. Otto o dieci fanti tedeschi erano rimasti uccisi e il resto erano stati fatti prigionieri. Ricevuto l'ordine di ritirarsi a Perth Amboy, la guarnigione abbandonò Elizabethtown in fretta e furia il 7 gennaio. Appena lasciato il paese, i miliziani attaccarono la loro retroguardia, catturando nella confusione altri 100 soldati, i bagagli di due interi reggimenti e vari rifornimenti.

### Chatham, le Fattorie del Connecticut e Bonhamtown
Il 10 gennaio 1777, i Continentali della Virginia, agli ordini del colonnello Charles Scott, catturarono 70 Highlander britannici con i loro rifornimenti presso Chatham. La brigata di Scott era composta dal 4º, dal 5º e dal 6º Reggimento della Virginia. Presso le Fattorie del Connecticut, il 15 gennaio, 300 miliziani del New Jersey comandati dal colonnello Oliver Spencer, attaccarono 100 soldati tedeschi mentre trasportavano del foraggio. Gli americani uccisero uno di loro e ne catturarono più di 70. Il giorno seguente, 350 americani attaccarono un'altra linea di rifornimento del foraggio, stavolta britannica, presso Bonhamtown, uccidendo 21 soldati nemici e ferendone tra i 30 e i 40. Le vittime americane non sono note in queste ultime azioni.

### Millstone e Woodbridge
Nella battaglia di Millston, il generale Philemon Dickinson della milizia del New Jersey ottenne un grande successo. Il 20 gennaio 1777, vicino al mulino dei Van Nest, 400 miliziani e 50 fucilieri della Pennsylvania attraversarono un torrente ghiacciato e diedero battaglia a circa 500 soldati britannici con tre cannoni. I britannici subirono 25 perdite, 12 di loro furono fatti prigionieri e furono catturati 43 carri, 104 cavalli, 115 capi di bestiame e 60 pecore. Gli americani riportarono 4 o 5 perdite. Il 23 gennaio, il generale americano William Maxwell, vicino a Woodbridge, tese un agguato a due reggimenti britannici. I 200 soldati dell'Esercito Continentale del New Jersey uccise 7 soldati inglesi e ne ferirono altri 12, subendo solamente 2 feriti.

### La fattoria dei Drake
Il 1º febbraio 1777, il generale britannico William Erskine organizzò un'astuta trappola. Inviò parte del foraggio alla fattoria dei Drake, vicino a Metuchen. Quando il 5º Reggimento della Virginia del comandante Scott tentò di impossessarsi dei rifornimenti, Erskine gettò in campi i suoi uomini. Battaglioni di granatieri, fanti leggeri, il 42º Reggimenti di Fanti e diversi assiani apparvero sul campo di battaglia, supportati da otto pezzi d'artiglieria. Invece di fuggire, gli uomini della Virginia lanciarono un attacco che ruppe momentaneamente la linea di un battaglione di granatieri. Sotto un pressante fuoco dei cannoni, l'attacco fu bloccato ma gli americani continuarono a combattere finché i britannici non ripiegarono verso New Brunswick. Gli americani contarono tra le 30 e le 40 perdite mentre affermano di aver ucciso 36 britannici e di averne feriti più di 100. Quest'azione venne guastata da un terribile fatto. Durante una ritirata tattica, il tenente William Kelly e altri sei feriti americani furono abbandonati. Essi furono trovati dai soldati britannici che, probabilmente in preda alla frustrazione, si accanirono sugli uomini con le baionette e con i calci dei moschetti, massacrandoli tutti. Quando gli americani recuperarono i loro corpi rimasero infuriati per quanto accaduto. Il generale Adam Stephen scambiò una serie di lettere, esprimendo tutta l'ira americana, con Erskine, il quale però negò ogni responsabilità per l'incidente.

### Spanktown
Il 23 febbraio 1777, il tenente colonnello Charles Mawhood fu inviato con una brigata di rinforzo per distruggere ogni forza ribelle che potesse trovare. Con il gruppo erano stati distaccati un battaglione di fanteria leggere e uno di granatieri, oltre alla 3ª Brigata. L'ultima formazione consisteva del 10º, 37º, 38º e 52º Reggimento di Fanti, trasferiti recentemente dalla guarnigione di Rhode Island. Nei pressi di Spanktown, l'odierna Rahway, Mawhood trovò un gruppo di miliziani che pascolavano del bestiame, protetti da una forza americana su di una collina vicina. L'ufficiale britannico inviò una compagnia del 42º Reggimento a compiere un aggiramento sul fianco. Appena prima che i granatieri lanciassero il loro assalto, furono colpiti dalle raffiche di un'imboscata che li fece ripiegare, perdendo 26 uomini. A questo punto, Maxwell inviò i suoi uomini, superiori in numero, giù per la collina ad affrontare le truppe di Mawhood. Le forze americane includevano il 1º, il 2º, il 3º e il 4º Reggimento del New Jersey e il 1º e l'8º Reggimento della Pennsylvania, più il Battaglione tedesco. Gli uomini di Mawhood furono colti di sorpresa e respinti fino ad Amboy, dove giunsero alle ore 20:00. Gli americani persero 5 uomini e 9 rimasero feriti mentre affermarono di aver inflitto 100 perdite al nemico. Mawhood confermò la perdita totale di 69 uomini, più 6 dispersi.

## La stima delle vittime
Lo storico statunitense David Hackett Fischer compilò una lista, che egli descrive come "incompleta", di 58 azioni militari avvenute tra il 4 gennaio e il 21 marzo 1777. Le vittime britanniche e tedesche documentate raggiungono più di 900 vittime, tuttavia diversi di questi eventi nella lista non possiedono alcun rapporto sulle vittime. Combinate con le perdite di Trenton e Princeton, le vittime britanniche in New Jersey furono maggiori di quante riportate durante la fase della campagna avvenuta a New York. Fischer non stima in alcun modo il numero delle vittime americane e nessun altro storico ha mai effettuato tale conteggio. A discapito, Fischer afferma anche che relativamente pochi rapporti degli ufficiali americani, miliziani e regolari, sono giunti dall'epoca fino ad oggi.

## Conclusione
Le campagne militari del 1777 cominciarono in aprile. Il generale Charles Cornwallis concluse le schermaglie invernali con un attacco all'avamposto dell'Esercito continentale a Bound Brook, il 13 aprile. Durante la battaglia che seguì, per poco non riuscì a catturare il comandante dell'avamposto, Benjamin Lincoln. Con 2 000 uomini contro 500, i britannici dispersero la milizia, anche se incontrarono una forte resistenza da parte dell'8º Reggimento della Pennsylvania. I britannici catturarono tre cannoni e 20-30 uomini, uccidendo 6 americani, mentre la maggior parte degli uomini di Lincoln riuscì a fuggire. Il generale Washington spostò il suo esercito da Morristown fino a Middlebrook, una posizione più avanzata, a fine maggio, per poter reagire più rapidamente alle manovre britanniche. Mentre il generale Howe preparava la campagna di Filadelfia, spostò buona parte del suo esercito alla Somerset Court House, a metà giugno, apparentemente per convincere Washington a spostare i suoi uomini da Middlebrook. Fallito questo tentativo, fece ritirare l'esercito a Perth Amboy, dove venne imbarcato e diretto verso la baia di Chesapeake. La costa e la zona settentrionale del New Jersey continuarono ad essere luogo di schermaglie e di raid dei soldati britannici a difesa di New York, per il resto della guerra.